# Ditropichthys storeri
Ditropichthys storeri là một loài cá dạng cá voi tìm thấy trong các đại dương ở độ sâu từ 650 đến 3.400 mét (2.130 đến 11.200 ft). Loài này phát triển đến chiều dài 12,8 cm (5.0).